# Heinrich Albert
Heinrich Albert, född 28 juni 1604 i Lobenstein, Thüringen, och död 6 oktober 1651, var en tysk tonsättare.

## Biografi
Albert var elev till Heinrich Schütz, och blev domkyrkoorganist i Königsberg 1630. Albert brukar betecknas som den tyska "Liedens" fader, dock ej helt riktig, då hans för övrigt rika teknik i flertalet sånger är beroende av äldre, icke-ackordisk körteknik. 
Albert skrev även kantater, sångspel och dikter. Har arior utkom 1638–1650 (ny upplaga i Denkmäler deutscher Tonkunst 12–13). Han gav ut fyra delar med tonsättningar 1641 under titeln: "Arien oder Melodeyen" ur vilka flera melodier hämtats till Sverige. 
Han finns representerad i Den svenska psalmboken 1986 med två tonsättningar som används till fyra verk (nr 273 samma som nr 291 och nr 446 samma som nr 447). 
Vid publiceringen av den senare psalmen ("Jesus, lär mig alltid tänka") i 1819 års psalmbok användes samma melodi till psalmerna nr 70, 80, 177, 214, 388, 482.
Melodierna har förekommit i tidigare psalmböcker också.

## Psalmer
- Jesus, lär mig alltid tänka (1819 nr 75, 1986 nr 447) från 4:e delen av "Arien oder Melodeyen", "Melodiens huvudtext"
  - Ack, var skall jag tillflykt finna (1819 nr 177)
  - Dig, min Jesus, nu jag skådar (1986 nr 446)
  - Helga, Jesu, röst och hjärta (1819 nr 70)
  - Jesus är mitt liv och hälsa (1819 nr 214) Finns på Wikisource.
  - Mina ögon snart sig lycka (1819 nr 482)
  - Store Gud, med skäl du klagar (1819 nr 388)
  - Vilken kärlek oss bevisad (1819 nr 80)
- Jesus, du mitt hjärtas längtan (1986 nr 273) (tidigare titelrad Jesu, du min fröjd och fromma) tonsatt 1642 Finns på Wikisource.
  - Sänd av himlens sol en strimma (1986 nr 291)
  - Vattuströmmar skola flyta (1921 nr 548)
  - Än ett år uti sitt sköte (1819 nr 407) Finns på Wikisource.